# Loxotis semitorta
Loxotis semitorta là một loài Rêu trong họ Meteoriaceae. Loài này được (Müll. Hal.) W.R. Buck mô tả khoa học đầu tiên năm 1994.